# Cratere Aitken
Aitken è un cratere lunare, intitolato all'astronomo statunitense Robert Grant Aitken, situato sull'lato oscuro della Luna, a sudest del cratere Heaviside e a nord del cratere Van de Graaff; confina a sudovest con il cratere Vertregt, e poco più a sudest si trova il piccolo cratere Bergstrand.
La parete interna di Aitken è terrazzata, e le sue dimensioni variano notevolmente lungo il perimetro, raggiungendo un minimo nella porzione sudoccidentale; parte della parete settentrionale interna è occupata dal cratere minore Aitken Z, circondato da una regione più chiara del resto del cratere principale. Il fondo del cratere Aitken è stato interessato da flussi di lava, specialmente nella sua parte meridionale; la parte orientale è ricca di crateri minori e presenta un moderato rilievo situato appena ad est del centro del cratere; la parte occidentale è interessata da diversi rilievi minori.
Il cratere Aitken si trova all'estremo settentrionale dell'immenso bacino Polo Sud-Aitken, che si estende fino al polo sud lunare.

## Crateri correlati
Alcuni crateri minori situati in prossimità di Aitken sono convenzionalmente identificati, sulle mappe lunari, attraverso una lettera associata al nome.
| Aitken | Coordinate             | Diametro (in km) |
| ------ | ---------------------- | ---------------- |
| A      | 13°52′12″S 173°27′36″E | 12,94            |
| C      | 13°45′36″S 175°34′12″E | 65,61            |
| G      | 16°42′36″S 173°59′24″E | 6,05             |
| N      | 17°37′48″S 172°44′24″E | 7,15             |
| Y      | 11°55′48″S 172°55′12″E | 35,72            |
| Z      | 14°53′24″S 173°12′36″E | 32,06            |